# 安世鼎
安世鼎，奉天（今辽宁）人，隸漢軍鑲紅旗，清朝初年政治人物。

## 生平
安世鼎是貢生出身。初授山西保德州知州。顺治十年（1653年），分巡南昌兵备道。康熙初，任苏松道道员。歷升福建按察使、江西按察使、湖南布政使。康熙十八年（1679年），官江西巡撫。官至兵部尚書、都察院右副都御史。